# جيل ميريك
جيل ميريك (بالإنجليزية: Gil Merrick)‏ (26 يناير 1922 في المملكة المتحدة - 3 فبراير 2010 ببرمنغهام في المملكة المتحدة) هو مدرب كرة قدم ولاعب كرة قدم بريطاني في مركز حراسة المرمى، شارك في كأس العالم 1954. وشارك مع منتخب إنجلترا لكرة القدم. أما مع النوادي، فقد لعب مع برمنغهام سيتي.

## مسيرته الكروية
لعب جيل ميريك خلال مسيرته الاحترافية مع نادِ واحدٍ في أربعة عشر موسمًا ولم يسجل خلالها أي هدف ضمن 486 مباراة. ولم يفز بأي موسم بالكأس أو بالدوري.
خاض جيل ميريك مسيرته مع نادي برمنغهام سيتي في موسم 1946–47 ليلعب معه أربعة عشر موسمًا، مشاركًا في 486 مباراة ولم يسجل أي هدف.

## وصلات خارجية
- جيل ميريك على موقع الاتحاد الدولي (مؤرشف)  (الإنجليزية)
- جيل ميريك على موقع قاعدة بيانات كرة القدم.إي يو (الإنجليزية)
- جيل ميريك على موقع ناشيونال فوتبول تيمز (الإنجليزية)
- جيل ميريك على موقع Soccerway.com (الإنجليزية)
- جيل ميريك على موقع عالم كرة القدم.نت (الإنجليزية)